# Ньютон, Уэйн
Уэ́йн Нью́тон (англ. Wayne Newton; род. 3 апреля 1942) — американский поп-певец, за многолетние постоянные выступления в роскошных казино Лас-Вегаса прозванный Мистером Лас Вегас. Его также называют королём Лас Вегаса и говорят, что на этой должности он сменил Элвиса Пресли.
В 1980-х годах был самым высокооплачиваемым артистом кабаре в мире и даже с 1983 года некоторое время был занесён как таковой в Книгу рекордов Гиннесса.
К 1998 году только в Лас-Вегасе исполнитель дал 25 000 концертов, а во всём мире суммарная аудитория его концертов превысила 25 000 000 человек. Утверждается, что ему аплодировали стоя больше раз, чем любому другому артисту. К 2013 же году, согласно газете The Star Democrat, Ньютон выступал живьём уже перед 40 миллионами человек, а также выпустил 165 дисков.
«Визитная карточка» певца — его песня 60-х годов «Danke Schoen», а самый большой хит, даже больше, чем «Danke Schoen» — песня «Daddy, Don't You Walk So Fast», достигшая в «горячей сотне» «Билборда» 4 места. Сингл с ней продался в стране в более чем 1 миллионе экземпляров, за что в июне 1972 года Американской ассоциацией звукозаписывающих компаний был сертифицирован золотым.
Уэйн Ньютон не только поёт, но и играет на гитаре, банджо и народной скрипке.

## Дискография
См. «Wayne Newton#Singles» в англ. разделе.

## Фильмография
См. «Wayne Newton#Filmography» в англ. разделе.
Уэйн Ньютон не только певец, но и по совместительству актёр Голливуда. Одно из его относительно недавних камео (появлений в качестве звезды в маленькой роли) в голливудском фильме — в картине 2009 года «Мальчишник в Вегасе», в фильме 2016 года «Акулий торнадо 4: Пробуждение». Появлялся он и в многочисленных телевизионных шоу.

## В играх
Уэйн Ньютон озвучил Мистера Нью Вегаса, диджея Радио "Нью Вегас", внутриигровой радиостанции в видеоигре Fallout: New Vegas (2010).